# Cornelia (Georgia)
Cornelia è una città degli Stati Uniti d'America, situata in Georgia, nella Contea di Habersham.